# Вильгельм Саксен-Веймарский
Вильгельм Саксен-Веймарский (нем. Wilhelm von Sachsen-Weimar; 11 апреля 1598, Альтенбург — 17 мая 1662, Веймар) — герцог Саксен-Веймарский.

## Биография
Вильгельм был пятым (но третьим из выживших) сыном саксен-веймарского герцога Иоганна и Доротеи Марии Ангальтской. Когда в 1605 году умер отец, дети были ещё слишком малы, и над ними было назначено опекунство. В 1608 году братья были отправлены на учёбу в Йенский университет, а в 1613—1614 годах совершили путешествие по Франции, Великобритании и Нидерландам. 24 августа 1617 года на похоронах своей матери в замке Хорнштайн Вильгельм принял участие в основании Плодоносного общества.
В 1620 году его старший брат Иоганн Эрнст отказался беспрекословно подчиниться императору, и был за это лишён титула и владений, регентом герцогства был назначен Вильгельм. Когда в 1626 году Иоганн Эрнст скончался, Вильгельм стал полноправным герцогом.
В 23-летнем возрасте Вильгельм основал рыцарский орден, члены которого должны были помогать друг другу и выручать друг друга. В 1622—1623 годах Вильгельм с друзьями основали «Deutscher Friedbund», нацеленный на сохранение религиозных свобод.
Вместе с братьями Вильгельм принял участие в Тридцатилетней войне. Сначала он служил у Мансфельда и Георга Фридриха, затем — у Христиана Брауншвейгского. В 1623 году в результате сражения под Штадтлоном Вильгельм попал в плен к Тилли вместе с Фридрихом Саксен-Альтенбургским, а Тилли отправил пленников к императору. Некоторое время они пробыли в заключении, однако потом в 1624 году Иоганн-Георг I сумел их вызволить. На службе у шведского короля Густава II Адольфа Вильгельм сделал быструю военную карьеру, однако после гибели короля в 1632 году шведский канцлер Аксель Оксеншерна, ставший новым главой протестантов, не дал ему очередного звания генерал-лейтенанта, и потому после подписания в 1635 году Пражского мира Вильгельм предпочёл, как и его родственники из альбертинской ветви, пойти на компромисс с императором (в отличие от младшего брата Бернгарда, который поступил на службу к французам).
В 1638 году, когда со смертью Иоганна Эрнста пресеклись Саксен-Эйзенахская и Саксен-Кобургская ветви эрнестинов, Вильгельм унаследовал большую часть их владений. В 1640 году ему пришлось воссоздать герцогства Саксен-Гота и Саксен-Эйзенах для своих младших братьев Эрнста I и Альбрехта, однако после смерти Альбрехта в 1644 году герцогство Саксен-Эйзенах вновь воссоединилось с Саксен-Веймаром.
Когда 7 января 1650 года скончался первый глава Плодоносного общества Людвиг I Ангальт-Кётенский, то после приличествующего траура Вильгельм был избран 8 мая 1651 года новым главой союза.
Сохранились многочисленные портреты Вильгельма Саксен-Веймарского, созданные придворным художником Кристианом Рихтером.

## Семья и дети
23 мая 1625 года Вильгельм женился в Веймаре на Элеоноре Доротее, дочери Иоганна Георга I Ангальт-Дессауского. У них было девять детей:
- Вильгельм (26 марта 1626 — 1 ноября 1626)
- Иоганн Эрнст II (11 сентября 1627 — 15 мая 1683)
- Иоганн Вильгельм (16 августа 1630 — 16 мая 1639)
- Адольф Вильгельм (14 мая 1632 — 22 ноября 1668)
- Иоганн Георг (12 июля 1634 — 19 сентября 1686)
- Вильгельмина Элеонора (7 июня 1636 — 1 апреля 1653)
- Бернгард (14 октября 1638 — 3 мая 1678)
- Фридрих (19 марта 1640 — 19 августа 1656)
- Доротея Мария (14 октября 1641 — 11 июня 1675), вышла замуж за Морица Саксен-Цейцского